# Mankovice
Mankovice (niem. Mankendorf) – gmina w Czechach, w powiecie Nowy Jiczyn, w kraju morawsko-śląskim. Według danych z dnia 1 stycznia 2012 liczyła 589 mieszkańców.
Miejscowość została po raz pierwszy wzmiankowana w 1374. Jest jedną z najdalej na południe wysuniętą miejscowością Śląska Opawskiego, z prawie każdej strony otoczona jest przez morawskie miejscowości.
Według austriackiego spisu ludności z 1900 miejscowość zamieszkana była przez 746 mieszkańców, w zdecydowanej większości niemieckojęzycznych katolików.
W mieście jest przystanek kolejowy Mankovice.